# Bougaâ (distrito)
Bougaâ é um distrito localizado na província de Sétif, Argélia.[carece de fontes?] Sua capital é a cidade de mesmo nome.

## Comunas
O distrito está dividido em três comunas:
- Aïn Roua
- Beni Hocine
- Bougaâ